# Christian Ludwig von Winning
Christian Ludwig von Winning (* 5. Juni 1736 zu Lichtenau in der Neumark; † 28. Juni 1822 auf Gut Groß-Glienicke bei Potsdam) war ein preußischer General der Infanterie und Chef des gleichnamigen Regiments „Winning zu Fuß“.

## Leben

### Herkunft
Winning entstammt einem 1278 ersterwähnten gleichnamigen magdeburgischen Adelsgeschlecht von Winning, welches sich vor allem in der Neumark ansiedelte. Seine Eltern waren der Landrat Hans Detlef von Winning (1693–1737) und dessen zweite Ehefrau Emilie, geborene von Sydow (* 1698).

### Militärkarriere
Winning besuchte das Berliner Kadettenhaus und trat anschließend 1752 als Gefreitenkorporal in das Regiment „Prinz von Preußen“ der Preußischen Armee ein. Während des Siebenjährigen Krieges kämpfte er bei Reichenbach, Prag, Zorndorf, Hochkirch (wo er verwundet wurde), Kunersdorf, Liegnitz und Torgau. Nach dem Krieg war er Kapitän und Kompaniechef. In letzterer Stellung verblieb er fast zwanzig Jahre lang. Erst am 5. August 1781 wurde er Major und stieg bis Ende Juni 1791 zum Oberst auf. Winning war inzwischen Kommandeur des Regiments „von Mannstein“ in Halle und Anfang 1796 Chef desselben, das damit seinen Namen trug.
Im Dezember 1796 wurde er Chef des erledigten Regiments „von Lichnowsky“ in Berlin. Er folgte am 29. Juni 1798 seine Beförderung zum Generalmajor und am 29. Juni 1805 zum Generalleutnant. Mit Ausbruch des Vierten Koalitionskrieges kam er zum Korps des Generalleutnants von Rüchel. Als es zur Schlacht bei Jena und Auerstedt kam, war er mit 3¾ Bataillonen, 2 Jägerkompanien, 12 Eskadrons und zwei halben Batterien auf der von Fulda herführende Straße. Als er am 15. Oktober in Eisenach die Nachricht von Niederlage erhielt, beschloss er nach Halle zurückzugehen. Bei Langensalza traf er auf den Herzog von Sachsen-Weimar und trat unter dessen Befehl. Nun war die Truppe 13.000 Mann stark. Sie marschierte um den Harz herum, als sie am 24. in Wittstock ein Schreiben des Königs aus Küstrin erhielten. Darin wurde der Herzog aller Verpflichtungen gegenüber Preußen enthoben. An seiner Stelle übernahm nun Winning das Kommando. Er plante weiter sich in das damals schwedische Stralsund zurückzuziehen. Aber am 30. trafen sie bei Speck auf das Korps Blücher. Entgegen den Bedenken seines Generalstabschef Müffling, ging Winning nun unter dessen Befehl und zog sich mit ihm Richtung Lübeck zurück.
Am 3. November brach er sich das Schlüsselbein und musste sich von Wallsmühlen bei Schwerin nach Lüneburg bringen lassen und gelangte von dort nach Königsberg. Nach dem Krieg wurde er nicht mehr im Feld verwendet. Er wurde aber 1808 dem Pommerschen Armeekorps zugeordnet. 1809 kehrte er mit dem König nach Berlin zurück und avancierte zum General der Infanterie. Er wurde am 26. März 1812 unter Fortzahlung seines Gehaltes pensioniert und starb am 28. Juni 1822 auf seinem Gut Groß Glienicke, das er bereits 1788 erworben hatte.
Vom König erhielt Winning bei einer Parade 1791 den Pour le Mérite und später den Roten Adlerorden.
In seine Memoiren sagt der General Ludwig von Reiche (1775–1854) Winning sei als ein tüchtiger Exerziermeister bekannt gewesen, er spricht dabei die Ansicht aus, dass Müfflings Geist auch in Zukunft der maßgebende gewesen sein werde, ihm fehle aber das Sublime der Kriegskunst.
Im Bericht von Blücher zur Kapitulation bei Lübeck wird Winning unter den Wenigen genannt, „welche durch Thätigkeit und zweckmäßige Anstalten sich der Gnade des Königs würdig gemacht hätten“.

### Familie
Er heiratete am 8. Januar 1771 Sophie Elisabeth Schulze (1754–1835), eine Tochter des Oberförsters Erdmann Ludwig Schulze aus Lödderitz. Das Paar hatte mehrere Kinder:
- Friederike Luise (* 1771; † nach 1822)
- Wilhelm Hermann (* 1772; † nach 1822) Oberstleutnant, Adelsverlust am 15. Mai 1822
- Sophie Elisabeth (1774–1778)
- Sophie Elisabeth (* 1775; † vor 1822)
- Henriette Auguste (* 1780; † nach 1822)
- Hans Ditlof Ludwig (* 1781), preußischer Hofrat

⚭ 20. April 1810 Dorothea Friederike Henriette Adlung (1784–1812)
⚭ 2. Januar 1813 Christiane Wilhelmine Adlung († nach 1907), zwei Töchter, Christiane Luise Dorothea Henriette († 1874), Amalie Christiane Luise († vor 1874)
Die Generäle Karl von Winning und Leopold von Winning sind entfernte Vettern. Sein letzter Wohnsitz war das Rittergut Groß Glienicke bei Potsdam.